# Trest smrti v Ghaně
Trest smrti v Ghaně je legální formou trestu pouze v případě velezrady. Poslední poprava byla v Ghaně vykonána v roce 1993 zastřelením. Až do roku 2023 byl trest smrti povinným za některé běžné trestné činy. V roce 2021 bylo vyneseno sedm nových rozsudků smrti a na konci roku 2021 v zemi čekalo v cele smrti 165 lidí.
Dne 25. července 2023 odhlasoval ghanský parlament zákonné zrušení trestu smrti za běžné trestné činy. Trest smrti zůstal mandatorním trestem podle ústavy za velezradu. Právní řád země byl upraven tak, aby nahradil trest smrti doživotním vězením. Zrušení trestu smrti však nemá retroaktivní platnost, proto jsou v zemi nadále vynášeny rozsudky smrti za zločiny spáchané před tím, než zrušení trestu smrti vešlo v platnost.